# La Bâtie-Rolland
La Bâtie-Rolland település Franciaországban, Drôme megyében. Lakosainak száma 1068 fő (2022. január 1.). La Bâtie-Rolland La Bégude-de-Mazenc, Bonlieu-sur-Roubion, Montboucher-sur-Jabron, Portes-en-Valdaine, Puygiron, Saint-Gervais-sur-Roubion, Sauzet és La Touche községekkel határos.

## Népesség
A település népességének változása:
| Lakosok száma | 578  | 637  | 712  | 895  | 903  | 974  | 1029 | 1029 | 1031 | 1068 |
|               | 1968 | 1982 | 1990 | 2006 | 2013 | 2015 | 2017 | 2019 | 2020 | 2022 |